# Биорине
Биорине су насељено место у саставу општине Циста Прово, Сплитско-далматинска жупанија, Република Хрватска.

## Историја
До територијалне реорганизације у Хрватској налазиле су се у саставу старе општине Имотски.

## Становништво
На попису становништва 2011. године, Биорине су имале 181 становника.
| Број становника по пописима | Број становника по пописима | Број становника по пописима | Број становника по пописима | Број становника по пописима | Број становника по пописима | Број становника по пописима | Број становника по пописима | Број становника по пописима | Број становника по пописима | Број становника по пописима | Број становника по пописима | Број становника по пописима | Број становника по пописима | Број становника по пописима | Број становника по пописима |
| --------------------------- | --------------------------- | --------------------------- | --------------------------- | --------------------------- | --------------------------- | --------------------------- | --------------------------- | --------------------------- | --------------------------- | --------------------------- | --------------------------- | --------------------------- | --------------------------- | --------------------------- | --------------------------- |
| 1857                        | 1869                        | 1880                        | 1890                        | 1900                        | 1910                        | 1921                        | 1931                        | 1948                        | 1953                        | 1961                        | 1971                        | 1981                        | 1991                        | 2001                        | 2011                        |
| 432                         | 431                         | 456                         | 525                         | 616                         | 966                         | 900                         | 745                         | 842                         | 782                         | 725                         | 705                         | 546                         | 431                         | 241                         | 181                         |

Напомена: Од 1857. до 1921. садржи део података за насеље Циста Велика (бивше насеље Циста Грива).

### Попис1991.
На попису становништва 1991. године, насељено место Биорине је имало 431 становника, следећег националног састава:
| Попис 1991.‍ | Попис 1991.‍ | Попис 1991.‍ | Попис 1991.‍ | Попис 1991.‍ |
| ----------- | ----------- | ----------- | ----------- | ----------- |
|             |             |             |             |             |
| Хрвати      | Хрвати      |             | 429         | 99,53%      |
| Словенци    | Словенци    |             | 1           | 0,23%       |
| остали      | остали      |             | 1           | 0,23%       |
| укупно: 431 |             |             |             |             |